# Il sorpasso
Il Sorpasso é um filme italiano de 1962, do gênero comédia dramática, dirigido por Dino Risi.
É o 35º roteiro de Ettore Scola (o 8º só para Dino Risi), que só dirigiria seu primeiro filme dois anos depois (Se permettete parliamo di donne, também com Vittorio Gassman).[carece de fontes?]
Vittorio Gassman fez mais 13 filmes com Risi, incluindo a versão original de Perfume de Mulher — que lhe rendeu o prêmio de melhor ator em Cannes — e Il successo, também com Trintignant.[carece de fontes?]

## Sinopse
Bruno, um boa-vida, convida Roberto, estudante tímido, a fazerem uma viagem de automóvel. Roberto acaba conhecendo a filha e a ex-mulher de Bruno, e a amizade com eles o transforma, mas ele terá uma surpresa na volta.

## Elenco
- Vittorio Gassman … Bruno Cortona
- Catherine Spaak … Lilly Cortona
- Jean-Louis Trintignant … Roberto Mariani
- Claudio Gora … Bibi
- Luciana Angiolillo … Luciana
- Linda Sini … tia Lidia
- Franca Polesello
- Barbara Simon
- Lilly Darelli
- Mila Stanic
- Nando Angelini … Amedeo
- Edda Ferronao
- Luigi Zerbinati … comendador

## Prêmios e indicações
Festival de Mar del Plata (1963)
- Vencedor: melhor diretor[carece de fontes?]

Sindicato Nacional dos Críticos de Cinema (Itália, 1963)
- Vencedor: melhor ator (Vittorio Gassman)[carece de fontes?]